# Perisphaeria scabra
Perisphaeria scabra är en kackerlacksart som först beskrevs av Carl Peter Thunberg 1810.  Perisphaeria scabra ingår i släktet Perisphaeria och familjen jättekackerlackor. Inga underarter finns listade i Catalogue of Life.